# اندرو ووتن
اندرو ووتن (انگلیسی: Andrew Wooten؛ زادهٔ ۳۰ سپتامبر ۱۹۸۹) بازیکن فوتبال اهل ایالات متحده آمریکا است.
از باشگاه‌هایی که در آن بازی کرده‌است می‌توان به باشگاه فوتبال اس‌وی زاندهاوزن، باشگاه فوتبال کایزرسلاوترن، باشگاه فوتبال اف‌اس‌وی فرانکفورت، و فیلادلفیا یونیون اشاره کرد.
وی همچنین در تیم ملی فوتبال ایالات متحده آمریکا بازی کرده‌است.